# Кубинска боа
Кубинска боа (Chilabothrus angulifer), наричана също гладкоуста боа и бледоглава дървесна боа, е вид змия от семейство Боидни (Boidae). Видът е почти застрашен от изчезване.